# Кодири, Абдурахмон
Абдурахмон Кодири (тадж. Абдураҳмон Қодирӣ) — таджикский государственный деятель, бывший председатель Согдийской области (2014-2018 гг.)

## Биография
Абдурахмон Кодири родился 25 июня 1953 года в Гафуровском районе Согдийской области. В 1975 году окончил Таджикский аграрный университет по специальности агроном-экономист. Трудовую деятельность начал в 1975 году экономистом колхоза имени С. Урунходжаева Бободжон-Гафуровского района. С 1976 по 1979 год работал главным экономистом планово-финансового отдела Ленинабадского областного управления сельского хозяйства, с 1979 по 1980 год помощником заместителя председателя Согдийского облисполкома. 1980-1983 гг. начальник планово-финансового отдела управления сельского хозяйства, 1983-1985 гг. заместитель начальника управления сельского хозяйства, 1985-1988 гг. Худжандского агропромышленного комплекса, 1993-1995 годы занимал должность первого заместителя председателя Гафуровского района. С 1995 по 1996 год был заместителем начальника управления сельского хозяйства области. С 1996 по 2002 год занимал должность заместителя председателя области, с 2002 по 2004 год занимал должность первого заместителя председателя Согдийской области и с 2004 по 2006 год занимал должность председателя Зафарабадского района. В 2006 году назначен министром сельского хозяйства и охраны природы Республики Таджикистан, где проработал до 2008 года. С 2008 по 2014 год занимал должность первого заместителя председателя Хатлонской области.
Указом Президента Республики Таджикистан от 23 ноября 2013 года назначен исполняющим обязанности Председателя Согдийской области. С 15 февраля 2014 года по 13 января 2018 года занимал должность председателя Согдийской области. Бывший председатель Согдийской области, 18.04.2018 года назначен начальником Института сельского хозяйства Согдийской области.  Женат, имеет 4 детей.

## Награды
- За свою работу награжден Государственной премией «Шараф» 1-й степени и Юбилейной медалью «10 лет 16-й Сессии Верховного Совета Республики Таджикистан».
- Медаль «МПА СНГ. 25 лет» (27 марта 2017 года, Межпарламентская ассамблея СНГ) — за заслуги в деле развития и укрепления парламентаризма, за вклад в развитие и совершенствование правовых основ функционирования Содружества Независимых Государств, укрепление международных связей и межпарламентского сотрудничества[2].